# Encuesta Mundial de Valores

Inglehart-Welzel constituye un mapa Cultural Del Mundo (resultados de 2004)

La Encuesta Mundial de Valores (EMV) o World Values Survey (WVS) es un proyecto global de investigación social que explora los valores y opiniones de la gente, cómo estos cambian con el tiempo, y su impacto social y político. Desde 1981 una red mundial de científicos sociales y politólogos llevan a cabo esta investigación, haciendo encuestas nacionales representativas en casi 100 países. La WVS es la única fuente de datos empíricos sobre actitudes y valores humanos que abarca a la mayoría de la población mundial (casi el 90%).
La WVS mide, observa y analiza: el apoyo a la democracia; la tolerancia hacia extranjeros y minorías étnicas; el apoyo a la igualdad de género; el rol de la religión y los cambios en los niveles de religiosidad; el impacto de la globalización; las actitudes hacia el medio ambiente, el trabajo, la familia, la política, la identidad nacional, la cultura, la diversidad, la inseguridad y el bienestar del individuo. 
Los resultados de esta investigación son de gran utilidad para los que diseñan y desarrollan políticas públicas, y también para aquellos que intentan construir una sociedad civil e instituciones democráticas en países en desarrollo. Además, las conclusiones y hallazgos científicos de este trabajo son utilizados frecuentemente por gobiernos en todo el mundo, eruditos, estudiantes, periodistas y organizaciones internacionales, así como instituciones como el Banco Mundial y las Naciones Unidas (UNDP y UN-Habitat).  Es importante destacar que la información sobre cada una de las olas de encuestas se encuentra disponible en la página web de la WVS para todos aquellos que la deseen utilizar, con la única condición de que sea correctamente citada. Los datos de la World Values Survey, por ejemplo, se usan para entender mejor las motivaciones de eventos como la Primavera Árabe, los Disturbios de Francia de 2005, el Genocidio de Ruanda en 1994, las Guerras de Yugoslavia y la agitación política en los años 90.
En el mundo, según la encuesta, hay sociedades tradicionales como Marruecos, Argelia, Arabia Saudí, México y gran parte de América Latina, además de Estados Unidos e Irlanda entre los países de habla inglesa, así como sociedades seculares como Japón, Reino Unido, Estonia, Noruega, Suecia, Dinamarca, Alemania Oriental, Nueva Zelanda, etc. También hay sociedades de supervivencia como Rusia, Ucrania, Irán, China y la mayor parte de África.
Para los investigadores, Estados Unidos y América Latina son una combinación de sociedad tradicional con sociedad que valora la autoexpresión. Ejemplos de sociedades de autoexpresión son Alemania, Suiza, Estados Unidos e Australia
Romano Prodi, ex primer ministro de Italia y décimo presidente de la Comisión Europea, dijo sobre el trabajo de la WVS: "La creciente globalización de los mercados mundiales hace imperativa la comprensión (...) de la diversidad.  Para que todos los que posean valores y creencias distintas puedan trabajar y vivir juntos es necesario comprender y apreciar sus distintas visiones del mundo" ("The growing globalization of the world makes it increasingly important to understand [...] diversity. People with varying beliefs and values can live together and work together productively, but for this to happen it is crucial to understand and appreciate their distinctive worldviews.")